# Nord 1402 Gerfaut
Ne doit pas être confondu avec Nord Noroit.
Le Nord 1402 Gerfaut était un avion expérimental, conçu et construit par la Société française d’étude et de construction de matériels aéronautiques spéciaux (SFECMAS) qui a ensuite fusionné avec la Société nationale des constructions aéronautiques du Nord (SNCAN) pour former Nord-Aviation.

## Conception
Le Gerfaut a eu trois versions construites à un unique exemplaire chacun utilisant chacun un dérivé différent du ATAR 101 par une entrée d'air frontale. Il se présente comme un monoplace à aile delta le 1402A ayant une flèche de plus de 58°, à ailes médianes, de construction entièrement métallique. Il a un empennage horizontal sur la dérive. 
Le 3 août 1954, le 1402A piloté par André Turcat devint le premier avion européen à franchir Mach 1 en léger piqué, sans même la post-combustion.

## Variantes
1402A Gerfaut, propulsé par un ATAR 101C de 2 300 kg/p
1402B Gerfaut 1B, ATAR 101D de 3 000 kg/p
1405 Gerfaut II, ATAR 101F